# Patriarchal-Exarchat Kuwait
Das Patriarchal-Exarchat Kuwait ist ein immediates Exarchat der Melkitischen Griechisch-katholischen Kirche in Kuwait. Es untersteht unmittelbar dem Melkitischen Patriarchen von Antiochien.
Es wurde am 25. März 1972 vom Melkitischen Patriarchen von Antiochien Erzbischof Maximos V. Hakim gegründet. Von 1978 bis 1991 war Archimandrit Basilios Kanakry Patriarchalvikar und von 1991 bis 2002 Patriarchal-Exarch von Kuwait. Seit 2002 ist Archimandrit Boutros Gharib Patriarchal-Exarch von Kuwait. In Kuwait werden ca. 700 Gläubige der melkitischen Kirche durch einen Patriarchalpriester und einen Ordenspriester betreut. 